# Eero Nelimarkka

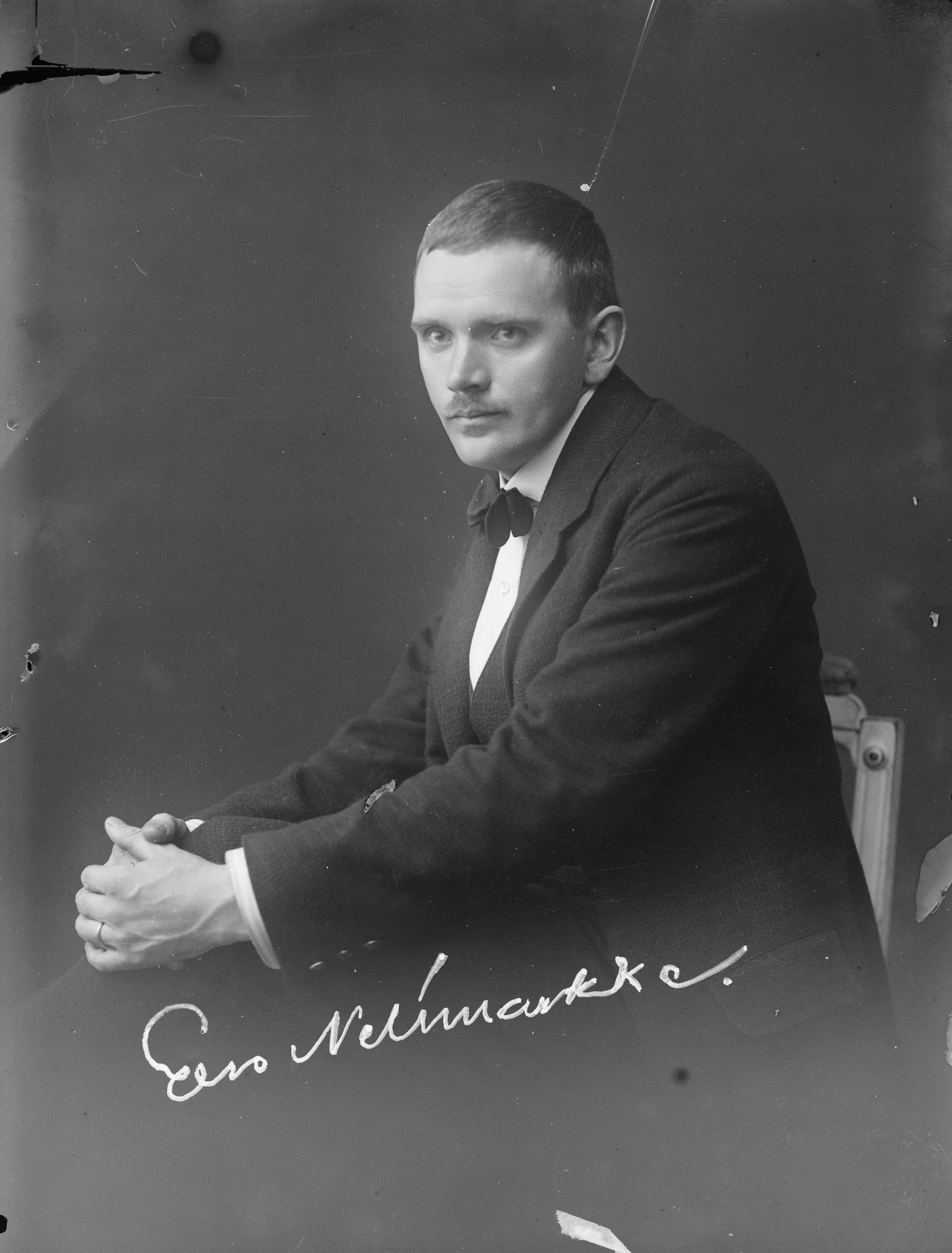
Eero Nelimarkka um 1920

Eero Aleksander Nelimarkka (* 10. Oktober 1891 in Vaasa; † 27. Januar 1977 in Helsinki) war ein finnischer Maler. Bekannt ist er vor allem für die Darstellung der flachen Landschaften von Österbotten, die als Lakeus bekannt sind. Zudem fertigte er auch Porträts namhafter Finnen und von Familienmitgliedern.

## Leben
Nelimarkka war ein Sohn, das jüngste von sechs Kindern, des Schneiders Erkki Nelimarkka und dessen Frau Maria (geborene Seppälä [Koivukangas]). Die Schneiderei seines Vaters ging kurz vor oder nach seiner Geburt bankrott und Erkki Nelimarkka wurde in eine psychiatrische Klinik eingewiesen. Maria Nelimarkka musste nun allein für den Lebensunterhalt sorgen. Da er einer Handwerkerfamilie entstammte erlernte er im Alter von fünfzehn Jahren an der Handwerkerschule den Beruf des Zuckerbäckers. Als junger Bäckergeselle erhielt er vom Handwerkerverein ein Stipendium für eine Reise nach Stockholm. Hier lernte er, durch den Besuch von Kunstmuseen und der Arbeit Carl Larssons, der dort mit der Deckenmalerei im Königlichen Dramatischen Theater beschäftigt war, die Malerei kennen. Da er ein künstlerisches Talent besaß beschloss er nach seiner Rückkehr in die Heimat über ein Kunststudium nachzudenken. Im Herbst 1909 kam er nach Helsinki, um an der Finnischen Akademie der Künste ein Studium zu beginnen. Er finanzierte seinen Lebensunterhalt durch die Arbeit einer Konditorei.
Im Jahr 1912 studierte er ein halbes Jahr lang an der Académie de la Grande Chaumière und an der Académie Julian in Paris. Er war von 1912 bis 1914 ein Schüler von Eero Järnefelt an der Universität Helsinki. 1917 trat Nelimarkka der „Novembergruppe“, die um Tyko Sallinen entstanden war.
Im Jahr 1918 heiratete er Saima Sofia (geborene Alaviitala; † 1953), eine Tochter des Bauern Jaakko Alaviitala und dessen Frau Maria (geborene Hanhimäki). Er unternahm im Anschluss Studienreisen nach London 1919, 1920 nach Paris und 1925 nach Italien. Seit 1921 lebte die inzwischen vierköpfige Familie in einem eigenen Haus Kottby. Im Jahr 1927 erhielt er ein Staatsstipendium. Bis 1946 unternahm er weitere Reisen in Belgien, Holland und Skandinavien. 1954 besuchte er Griechenland und Israel und 1958 die Vereinigten Staaten.
Als er zu Beginn der 1920er Jahre an Schizophrenie litt, von der er sich zwar bald erholte, zog seine Frau um 1925/1926 mit den inzwischen vier Kindern (Eero Jaakko 1919–1941, Helena 1921›1983‹, Antti 1923–1990 und Tuomas 1925–1997) für über zehn Jahre in zu ihren Eltern nach Alahärmä. In dieser Zeit machte Nelimarkka auch eine schwere berufliche Krise durch und begann mit dem Schreiben. Erst in den 1930er Jahren wurde er wieder als Maler aktiv.
Er war zudem Lehrer an der Freien Kunstschule in Helsinki, wo unter anderem sein Sohn Eero Jakko Nelimarkka (18. November 1919 – 31. August 1941) von ihm unterrichtet wurde.

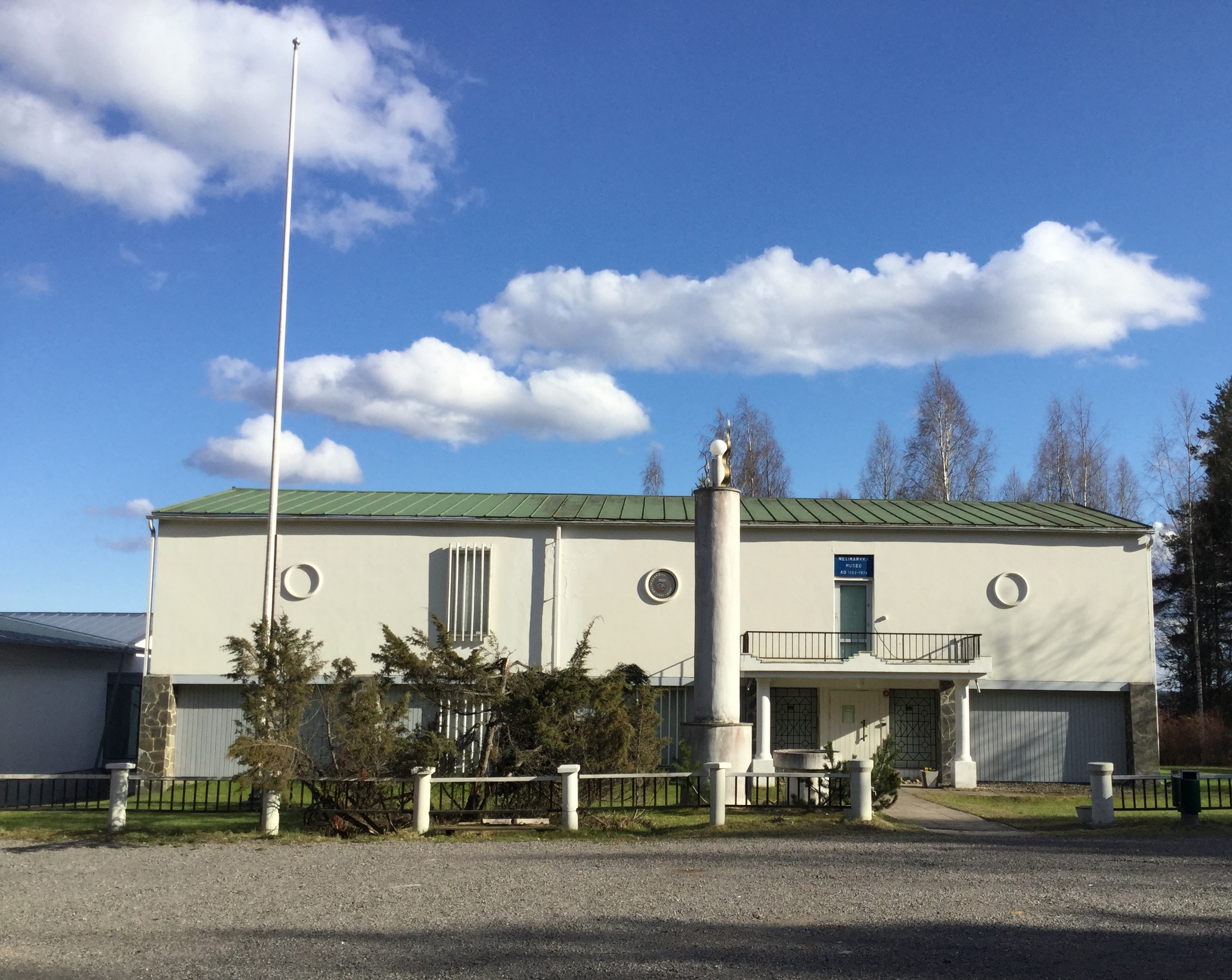
Gebäude des Eero Nelimarkka Museums in Alajärvi

1945 gründete er, inzwischen Professor und Künstler, die „Nelimarkka-Stiftung“, deren Aufgabe es bis heute ist, die Produktion und das Lebenswerk von Eero Nelimarkka zu erhalten und zu fördern. Zu den Mitgründern gehörte auch der finnische Essayist Juho Aukusti Hollo. 1964 baute er das Museum Nelimarkka auf der Gehöft seines Vaters in Alajärvi in Südösterbotten. Die Kernsammlung des Museums, etwa 1700 Werke, ist im Besitz der Nelimarkka-Stiftung. 1966 wurde ihm der Professorentitel verliehen.
Nelimarkka ist auf dem Friedhof Hietaniemi in Helsinki begraben.

## Werke (Auswahl)
Nelimarkka schuf Porträtildnisse, Interieurs, Stillleben, Blumenbilder und Landschaften.
- 1920: Selbstbildnis (Ateneum Helsinki)
- um 1930: Knabe und Landschaft

Einige seiner Werke kamen in die Städtischen Sammlungen in Vaasa, Ahlstromska, Kordelinska und Serlachinska, sowie in die Kunstmuseen in Turku, Tampere und Viipuri.